# Політика Хорватії
Політична структура Хорватії
Республіка Хорватія — унітарна, неподільна, демократична і соціалістична держава. Влада в Республіці Хорватія походить від людей і належать людям, як спільноті вільних і рівних по праву громадян.
Поділ державної влади
Управління державою засноване на принципі поділу влади на:
- законодавчу
- виконавчу
- судову

Принцип поділу влади включає різні рівні взаємного співробітництва та взаємного контролю держателя влади, запропоновані відповідно до Конституції і законодавства. У Республіці Хорватія всі закони повинні відповідати Конституції.

## Законодавча влада
Хорватський сабор (Sabor) — виборчий законодавчий орган, який представляє населення Хорватії. Крім законодавчої функції парламент також виконує функцію контролю над виконавчою владою.
Парламент обирається на чотири роки, може мати не менше ста і не більше сто шістдесяти представників, обраних на основі прямого, загального і рівного виборчого права таємним голосуванням.
Вибори хорватського парламенту проводяться не пізніше 60 днів після закінчення мандата або розпуску старого парламенту.
Хорватський парламент однопалатний. До 2002 року було дві палати, проте з 28 березня 2002 року Палата округів припинила існування. Хорватський парламент має президента і одного або більше віце-президентів.

## Політичні партії
До основних політичних партій відносяться: Хорватська демократична співдружність, Соціал-демократична партія Хорватії, Хорватська народна партія, Хорватська соціал-ліберальна партія, Хорватська селянська партія, Самостійна демократична сербська партія. На лівому фланзі перебувають Соціалістична робітнича партія Хорватії, Соціалістична партія Хорватії — Ліві альтернативи, «Зелені ліві Хорватії». Також існує велика кількість дрібних ультраправих партій і організацій.
У 1990 році було три блоки: Хорватські ліві, Хорватська демократична співдружність, і партія «Народна згода»

## Територіальний поділ
- Складається із 20 жупаній і Загреба.

## Державний прапор
Державний прапор Республіки Хорватія складається з полів: червоного, білого і блакитного, із гербом Республіки Хорватія посередині. Кольори розташовані горизонтально, верхній рівень-червоний, середній-білий, нижній — блакитного кольору.
Здавна народний одяг хорватів — суконні куртки прикрашені тасьмою, галуном були різних кольорів-червоні, білі і сині, а коли у 1848 році відбувалася інавгурація хорватського Бана — Йосипа Єлачича у його вбранні, ці три кольори були об'єднані. Враховуючи величезний внесок Йосипа Єлачича у збереження народного надбання і незалежності, з моменту його інавгурації починається відлік триколірного державного символу, який об'єднанням кольорів символізує об'єднання і цілісність хорватського народу.

## Державний герб
Герб Хорватії у формі щита, поділеного на 25 червоних і білих (срібних) квадратів. Зверху щит обрамляє корона з п'ятьма маленькими щитами-гербами, розташованими у порядку зліва направо: найстародавніший і найвідоміший герб Хорватії, герби Дубровника, Далмації, Істри та Славонії.
Стародавній герб Хорватії це жовта (золотиста) шестикутна зірка з білим (срібним) місяцем на блакитному полі. Герб Дубровника — дві червоні смужки на синьому полі. Герб Далмації — три жовті (золоті) короновані голови леопарда на блакитному полі. Герб Істрії — жовтий (золотистий) цап з червоними ратицями та рогами на синьому полі. Герб Славонії — дві білих (сріблястих) смужки на блакитному полі, а між ними на червоному полі — біжуча куниця; у верхній частині на блакитному полі розташована жовта (золотиста) шестикутна зірка.
Перший раз хорватський герб було використано династією Габсбургів 1508 — 1512, але є теорії, за якими цей герб використовувався і у більш ранні періоди.

## Державний гімн
Гімном Хорватії є пісня «Прекрасна наша Батьківщина» («Lijepa naša domovino»)
Автором слів є Антун Міханович. Пісня перший раз була видана у друкованому виді у газеті «Даніца» у 1835 році під назвою «Хорватська батьківщина» («Horvatska domovina»)
Мелодію до віршів придумав Йосип Рунянін у Глині в 1846 році, а його мотив, по переказам перший гармонізував і поклав на ноти В. Ліхтенегер у 1861 році.
Перший раз пісня, як Хорватський гімн прозвучала на виставці Хорватсько-славонської економічної спільноти у 1891 році.
Текс гімну Хорватії «Lijepa naša domovino»
Lijepa naša domovino,
Oj junačka zemljo mila,
Stare slave djedovino,
da bi vazda sretna bila!
Mila, kano si nam slavna,
Mila si nam ti jedina.
Mila, kuda si nam ravna,
Mila, kuda si planina!
Teci Dravo, Savo teci,
Nit' ti Dunav silu gubi,
Sinje more svijetu reci,
Da svoj narod Hrvat ljubi.
Dok mu njive sunce grije,
Dok mu hrašće bura vije,
Dok mu mrtve grobak krije,
Dok mu živo srce bije!"

## Парламент
| Партія                                  | Число депутатів |
| --------------------------------------- | --------------- |
| Хорватська демократична співдружність   | 66              |
| Соціал-демократична партія Хорватії     | 34              |
| Істрійська демократична асамблея        | 4               |
| Ліберальна партія Хорватії              | 2               |
| Хорватська народна партія               | 10              |
| Хорватська селянська партія             | 10              |
| Хорватська партія права                 | 8               |
| Хорватська соціал-ліберальна партія     | 2               |
| Демократичний центр Хорватії            | 1               |
| Хорватська партія пенсіонерів           | 3               |
| Самостійна демократична сербська партія | 3               |
| Націонал-регіональні партії             | 4               |
| Інші                                    | 2               |
| Безпартійні                             | 4               |